# Bhikangaon
Bhikangaon is een nagar panchayat (plaats) in het district Khargone van de Indiase staat Madhya Pradesh. 

## Demografie
Volgens de Indiase volkstelling van 2001 wonen er 14.297 mensen in Bhikangaon, waarvan 52% mannelijk en 48% vrouwelijk is. De plaats heeft een alfabetiseringsgraad van 69%. 